# Gmina Pszczółki
Die Gmina Pszczółki ist eine Landgemeinde im Powiat Gdański (Powiat Danzig) in der polnischen Woiwodschaft Pommern. Sie hat eine Fläche von 49,8 km², auf der 9927 Menschen leben (31. Dezember 2020). Ihr Sitz ist das gleichnamige Dorf (deutsch Hohenstein, kaschubisch Pszczółczi).

## Geographie

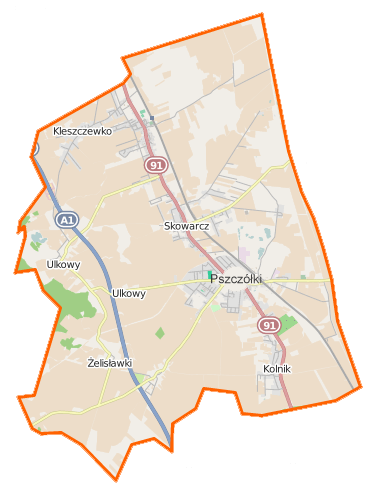
Karte der Landgemeinde

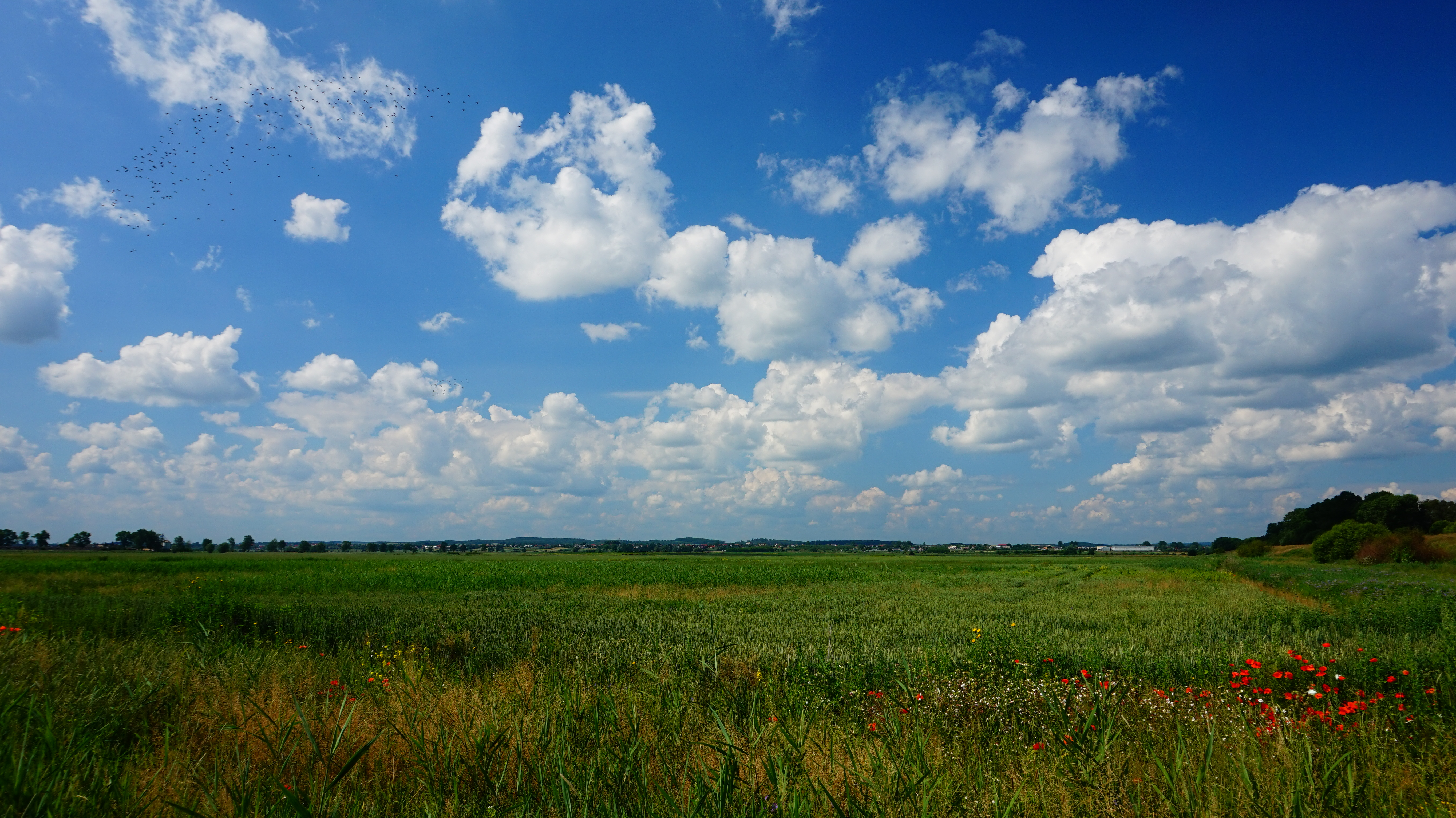
Landschaft bei Pszczółki

Die Landgemeinde liegt in Pommerellen im Süden von Powiat und Stadt Danzig. Sie grenzt an die Landgemeinden Pruszcz Gdański, Gmina Suchy Dąb, Tczew und Trąbki Wielkie. 86 Prozent der Fläche werden landwirtschaftlich genutzt, Wald macht nur zwei Prozent aus.

## Geschichte
Mit der Ersten Polnischen Teilung kam das Gemeindegebiet 1772 zum Königreich Preußen und zum Kreis Dirschau der Provinz Westpreußen. 1818 kam es an den Landkreis Danzig und 1887 wieder an den Kreis Dirschau. Aufgrund der Bestimmungen des Versailler Vertrags fiel das Gebiet nach dem Ersten Weltkrieg 1920 an die Freie Stadt Danzig und gehörte zum Kreis Danziger Höhe.
In der Folge des Zweiten Weltkriegs gelangte Westpreußen an Polen. Die ortsansässige Bevölkerung wurde vertrieben.
Von 1975 bis 1998 gehörte die Landgemeinde zur Woiwodschaft Danzig. Bedingt durch die Nähe zur Großstadt Danzig ist die Bevölkerungszahl der Landgemeinde ist von 7694 Einwohnern 2004 auf 9927 angewachsen.

## Gemeindegliederung

### Schulzenämter
Zur Landgemeinde Pszczółki gehören neun Ortsteile (deutsche Namen bis 1945) mit jeweils einem Schulzenamt.
| polnischer Name | deutscher Name (bis 1945) | Einw. (2010) | Lage   | Bild                         |
| --------------- | ------------------------- | ------------ | ------ | ---------------------------- |
| Kleszczewko     | Klein Kleschkau           | 311          | (Lage) |                              |
| Kolnik          | Kohling                   | 503          | (Lage) | Wegkreuz bei Kolnik          |
| Ostrowite       | Osterwick                 | 167          | (Lage) |                              |
| Pszczółki       | Hohenstein                | 4053         | (Lage) | Straße in Pszczółki          |
| Rębielcz        | Rambeltsch                | 904          | (Lage) | Heiligenhäuschen in Rębielcz |
| Różyny          | Rosenberg                 | 1083         | (Lage) | Bahnhof in Różyny            |
| Skowarcz        | Schönwarling              | 1425         | (Lage) | Museum in Skowarcz           |
| Ulkowy          | Uhlkau                    | 331          | (Lage) |                              |
| Żelisławki      | Senslau                   | 536          | (Lage) | Brennerei in Żelisławki      |

Weitere Wohnplätze sind: Skowarcz-Kolonia, W Łąkach, Żelisław.

## Sehenswürdigkeiten

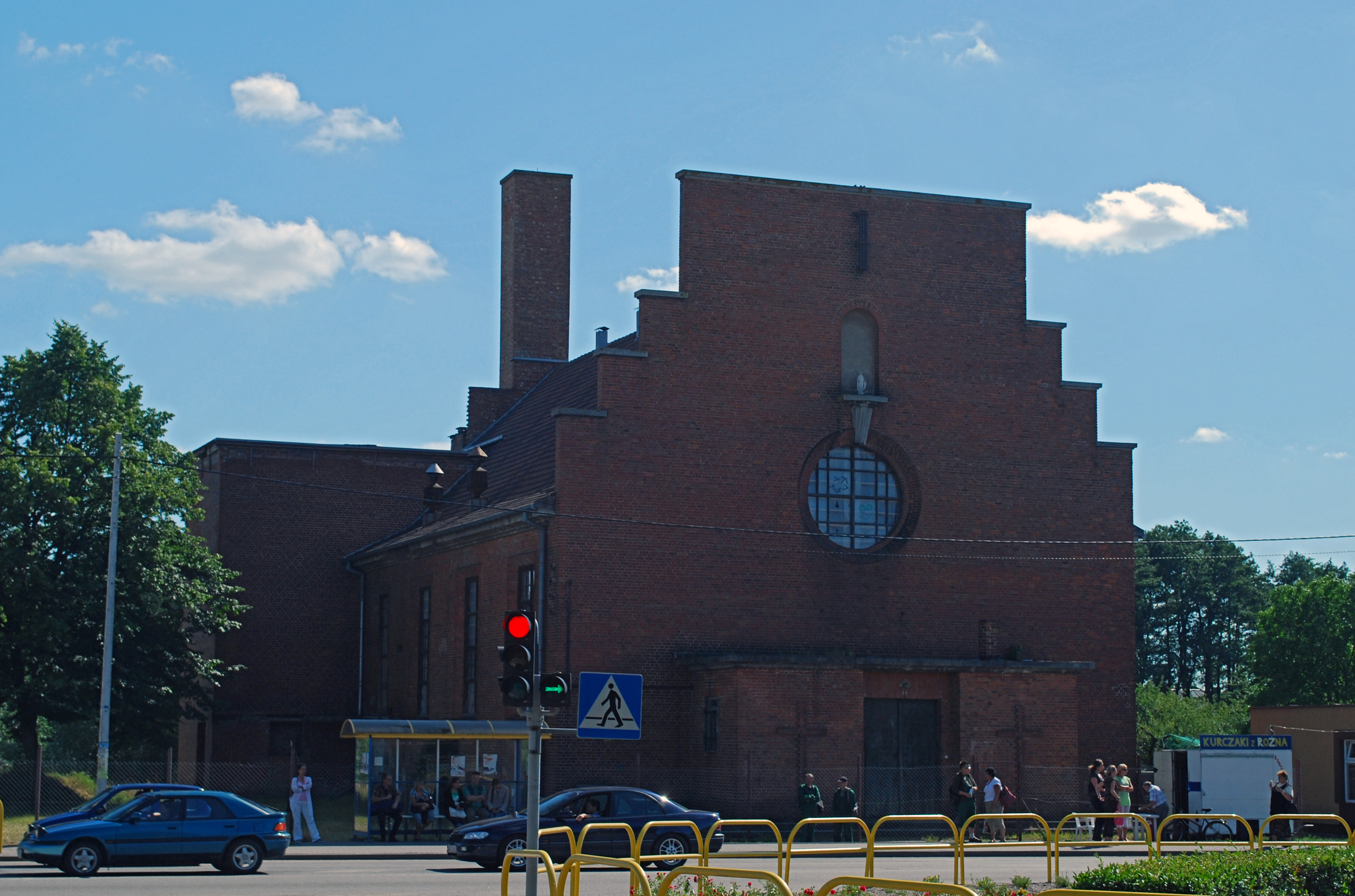
Ehemalige evangelische Kirche in Pszczółki

### Denkmalgeschützte Sehenswürdigkeiten
- Windmühle in Pszczółki, 19. Jahrhundert
- Vorlaubenhaus in Różyny, 18. Jahrhundert
- Kirche in Różyny, 18. Jahrhundert
- Rittergut in Żelisławki, Herrenhaus (1830), Park, Vorwerk, Getreidespeicher (1898), Brennerei (1907), Kutscherhaus (1912), Haus des Gutsverwalters

### Weitere Sehenswürdigkeiten in Pszczółki
- Katholische Pfarrkirche
- Ehemalige evangelische Kirche (1931)
- Kapelle in der ulica Tczewska

### Museen
- Honigmuseum in Skowarcz.

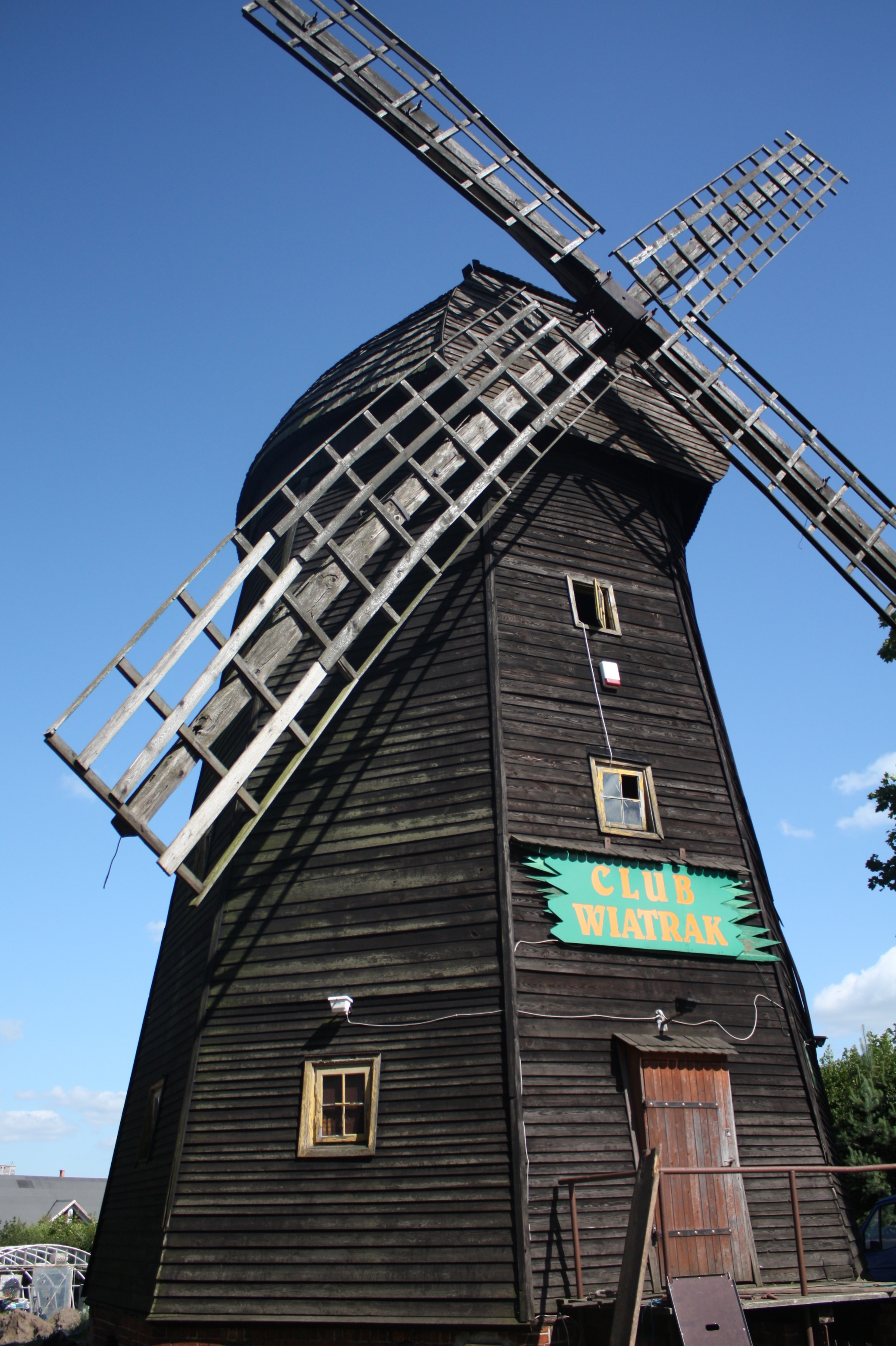
Windmühle in Pszczółki
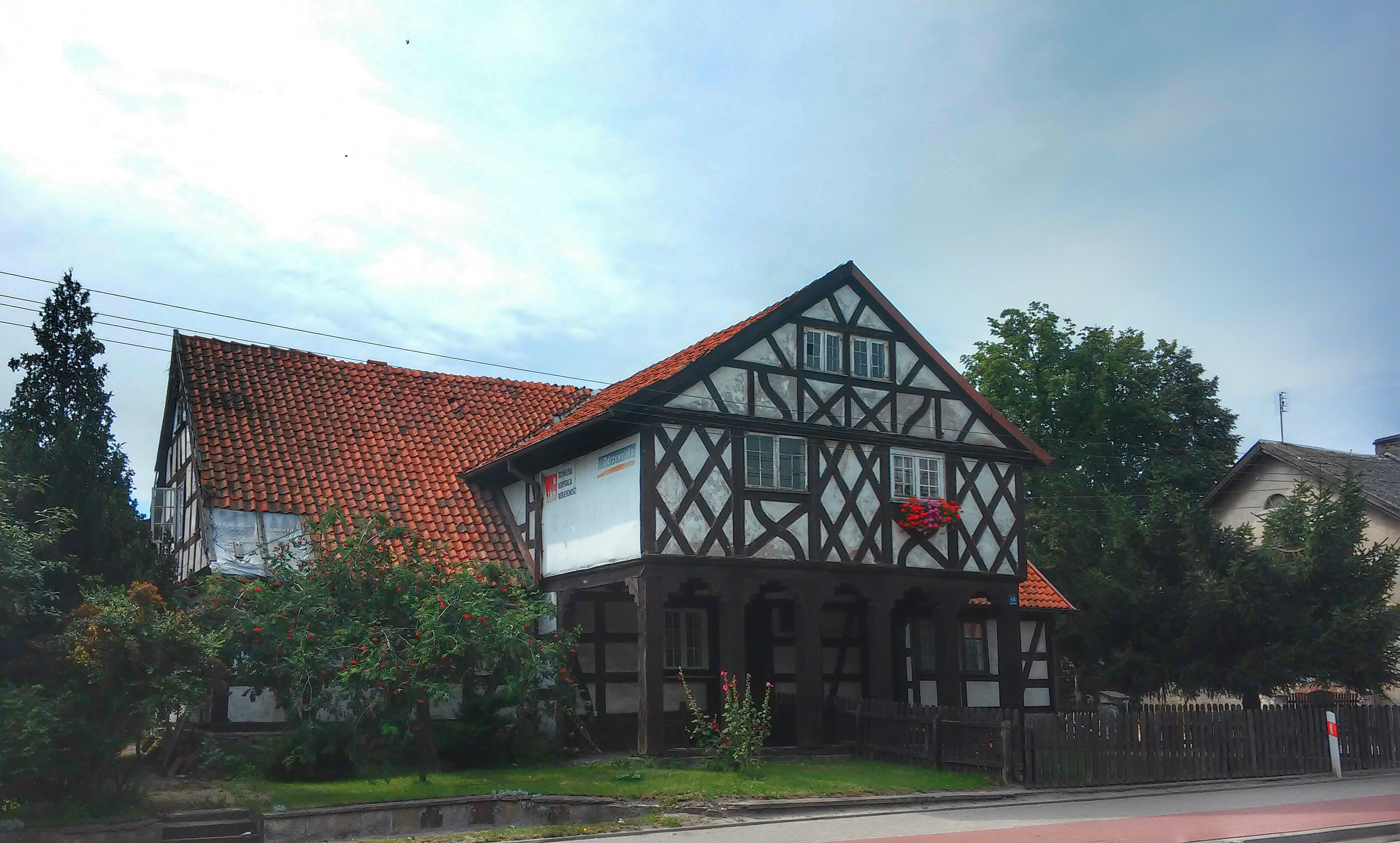
Vorlaubenhaus in Różyny
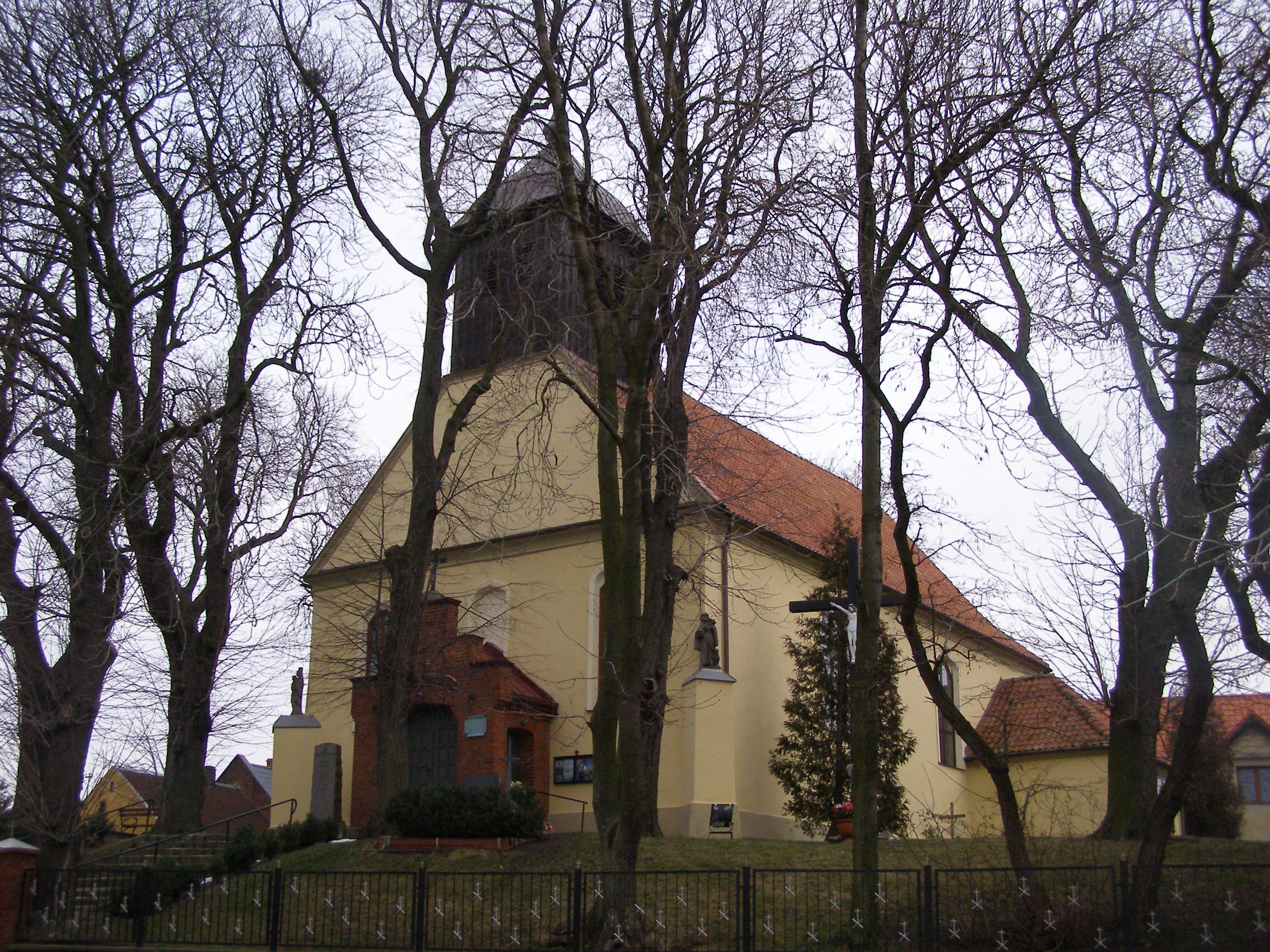
Kirche in Różyny
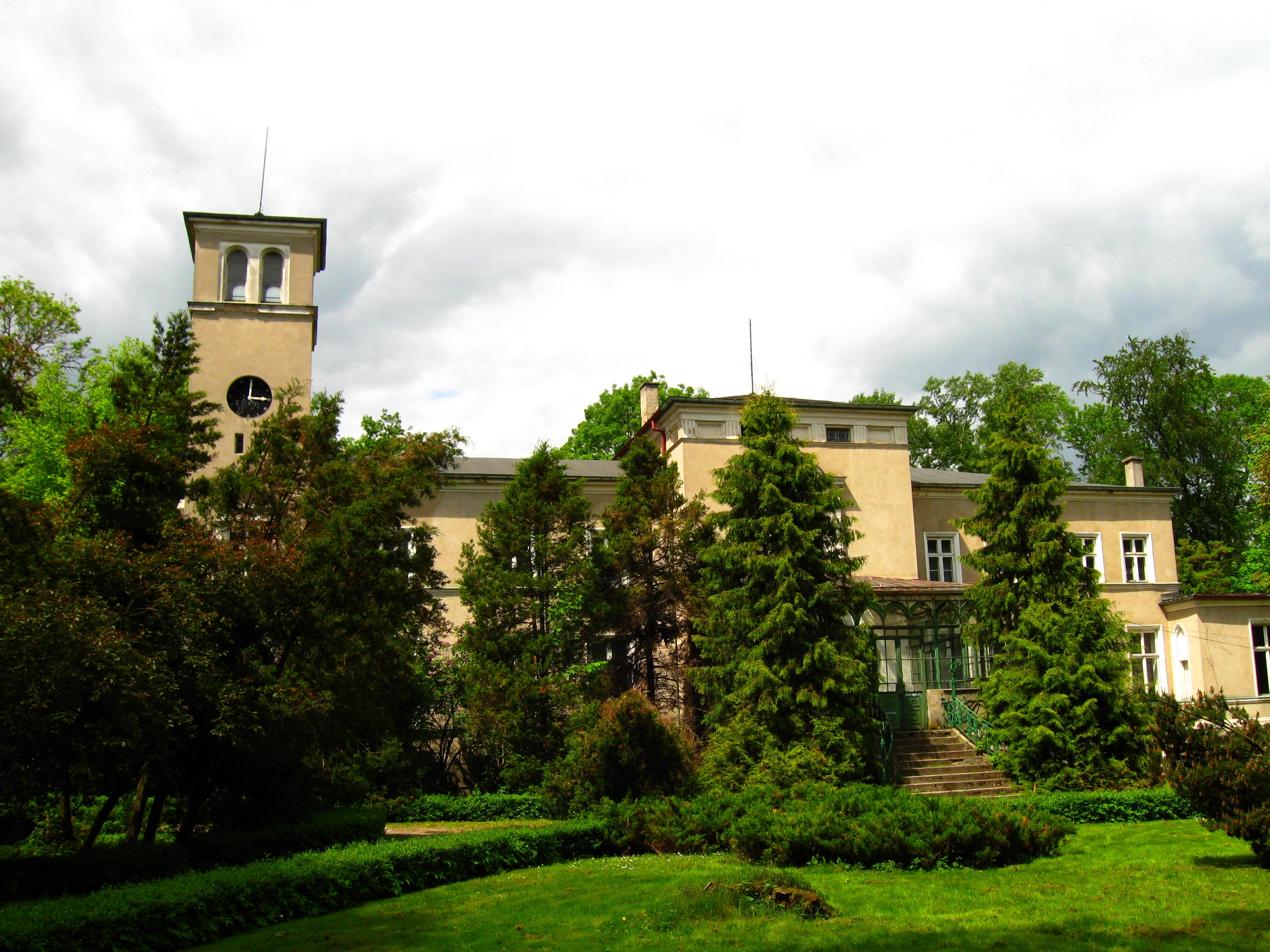
Herrenhaus in Żelisławki

## Verkehr

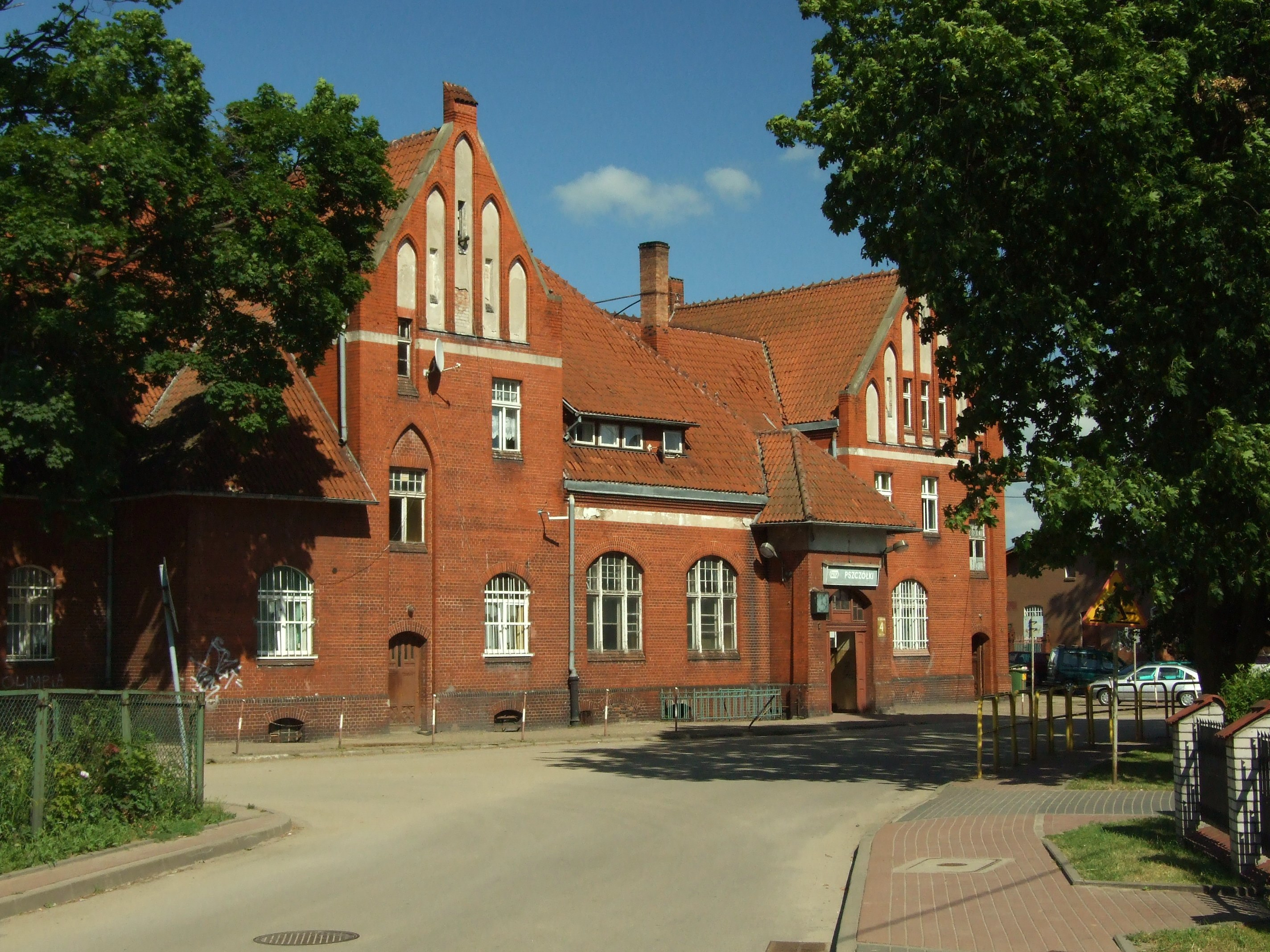
Bahnhof in Pszczółki

Die Landgemeinde hat eine sehr gute Verkehrsanbindung. Durch den westlichen Teil verläuft die mautpflichtige Autostrada A1 (Europastraße 75), durch den östlichen Teil die Droga krajowa 91 (DK91). Der Bahnhof Pszczółki und die Haltepunkte Różyny und Skowarcz liegen an der Bahnstrecke Warszawa–Gdańsk.

## Persönlichkeiten
- Janusz Dyl (1954–2005, * in Pszczółki), polnischer Theologe
- Tadeusz Wojtas (* 1955 in Pszczółki), polnischer Radrennfahrer.